# Buxtehuder SV

Klubbmärket.

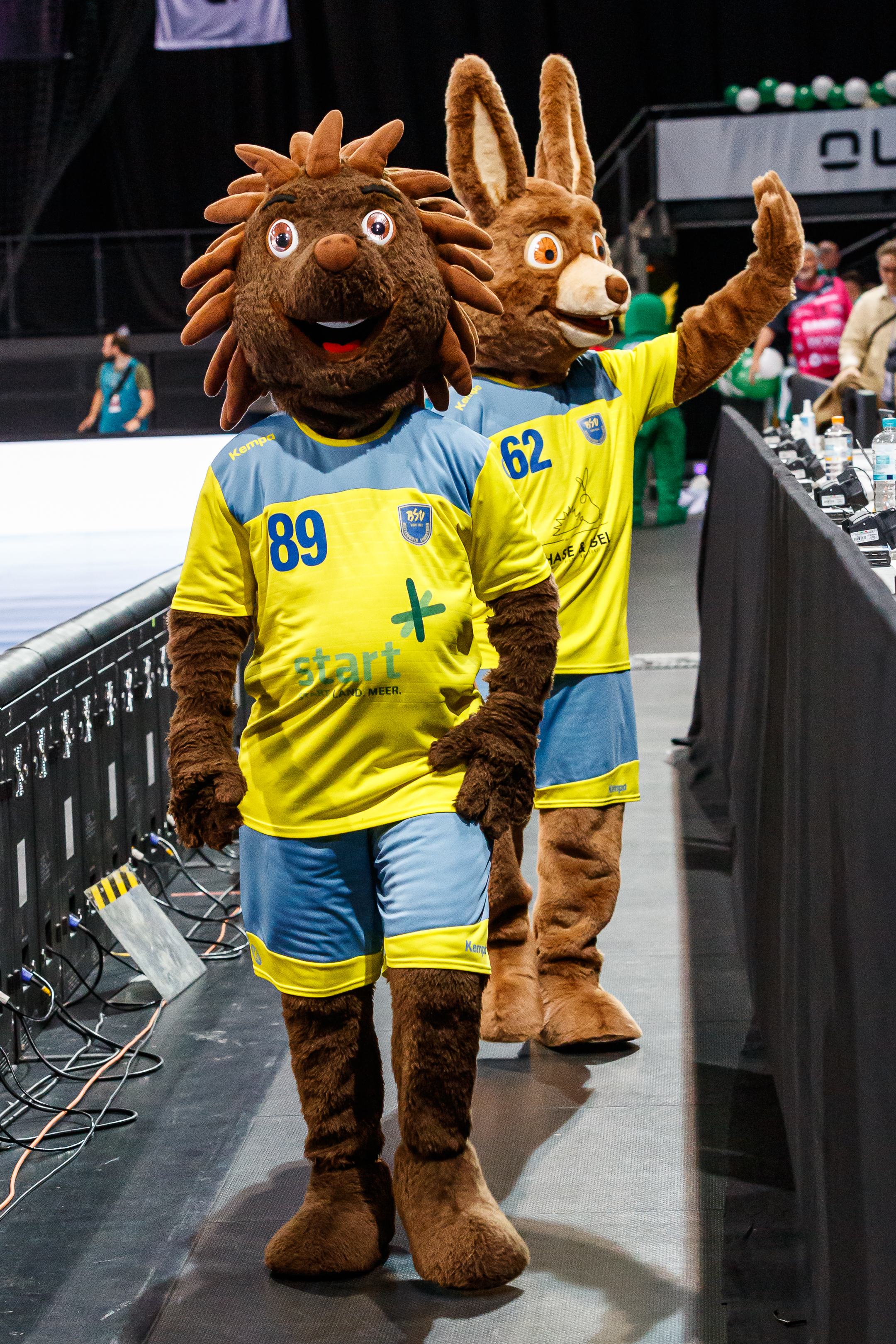
Hasi och Buxi, klubbens två maskotar. De anspelar på den kända lågsaxiska folksagan "Haren och igelkotten".

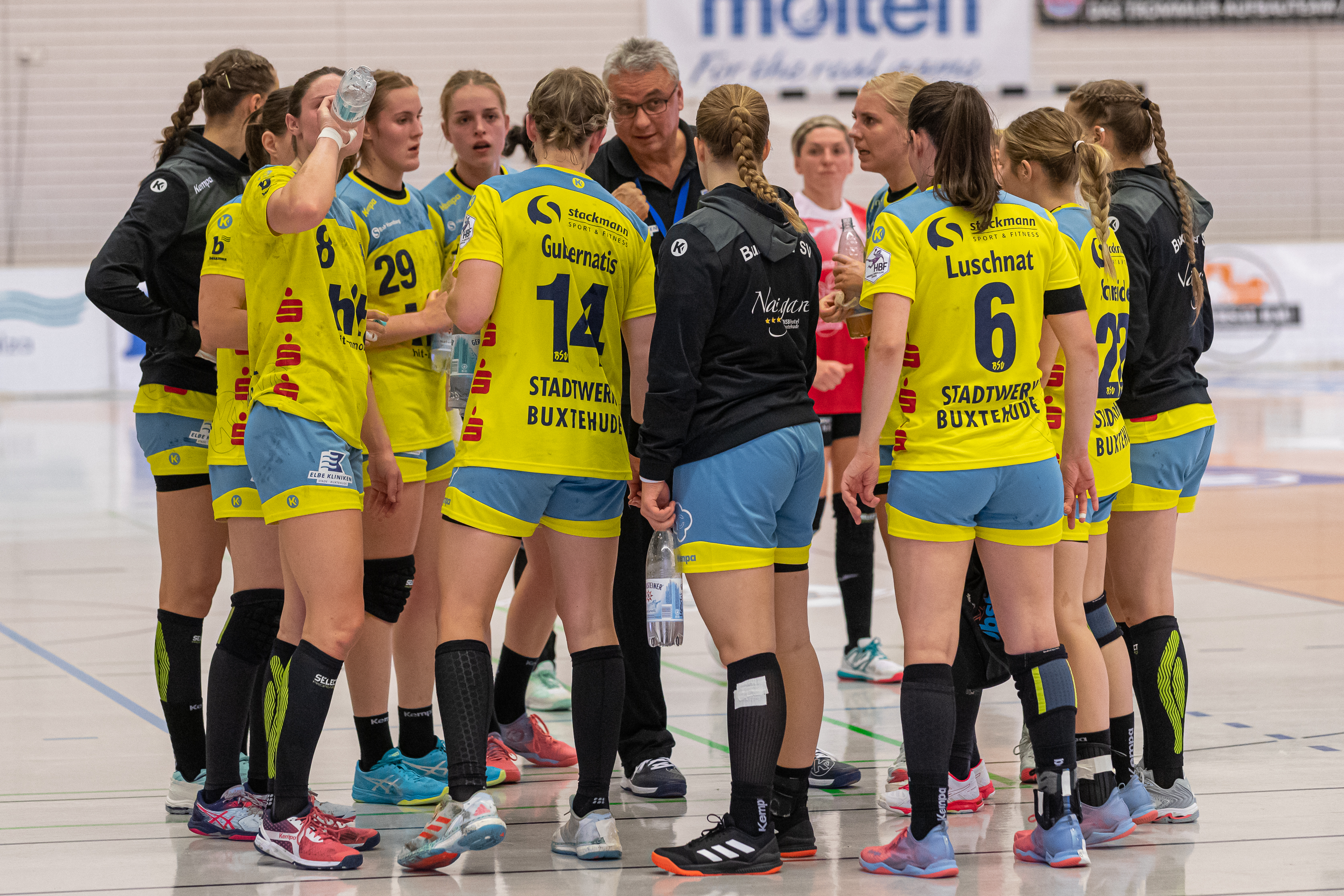
Damlaget i handboll, 2019.

Buxtehuder SV von 1862 e.V. (Buxtehuder SV, BSV) är en tysk idrottsförening från Buxtehude i Niedersachsen, bildad 4 augusti 1862. Damlaget i handboll har kommit tvåa i Bundesliga fyra gånger och vunnit tyska cupen två gånger (2015 och 2017). Laget vann European Cup 1994 (dåvarande Citycupen) och 2010 (Challenge Cup).

## Historia
Damlaget i Buxtehuder Turn- und Sportverein har spelat i första Bundesliga för damer utan avbrott sedan säsongen 1989/90. Fyra gånger, nämligen 2003, 2011, 2012 och 2015, kom laget på andraplats i Bundesliga. I finalen 2011 misslyckades Buxtehuder att vinna mästerskapet på grund av bortamålsregeln i finalen mot Thüringer HC (H 29:34 / A 28:23). BSV har nått tyska cupfinalen sex gånger och vunnit cupen säsongerna 2015 och 2017. På internationell nivå vann klubben City-Cupen säsongen 1994, och 2010 vann klubben Challenge Cup, genom att besegra Frisch Auf Göppingen med 40-28 borta och 28-26 hemma i finalen. År 2002 nådde BSV också finalen i Challenge Cup, men förlorade mot den rumänska Universitatea Deva.

## Spelare i urval
- Camilla Andersen (1993–1996)
- Andrea Bölk (1990–2000)
- Heike Axmann (1990–1996
- Christine Lindemann (1997–1999)
- Emily Bölk (2014–2018)
- Isabell Klein (2007–2016)
- Stefanie Melbeck (1996–1999, 2001–2007, 2010–2012, 2014–2015)
- Ulrika Toft Hansen (2013–2016)

## Meriter
- European Cup-mästare två gånger: 1994 (dåvarande Citycupen) och 2010 (Challenge Cup)